# Nausibius repandus
Nausibius repandus is een keversoort uit de familie spitshalskevers (Silvanidae). De wetenschappelijke naam van de soort werd in 1866 gepubliceerd door John Lawrence LeConte.